# シャーイスタ・ハーン

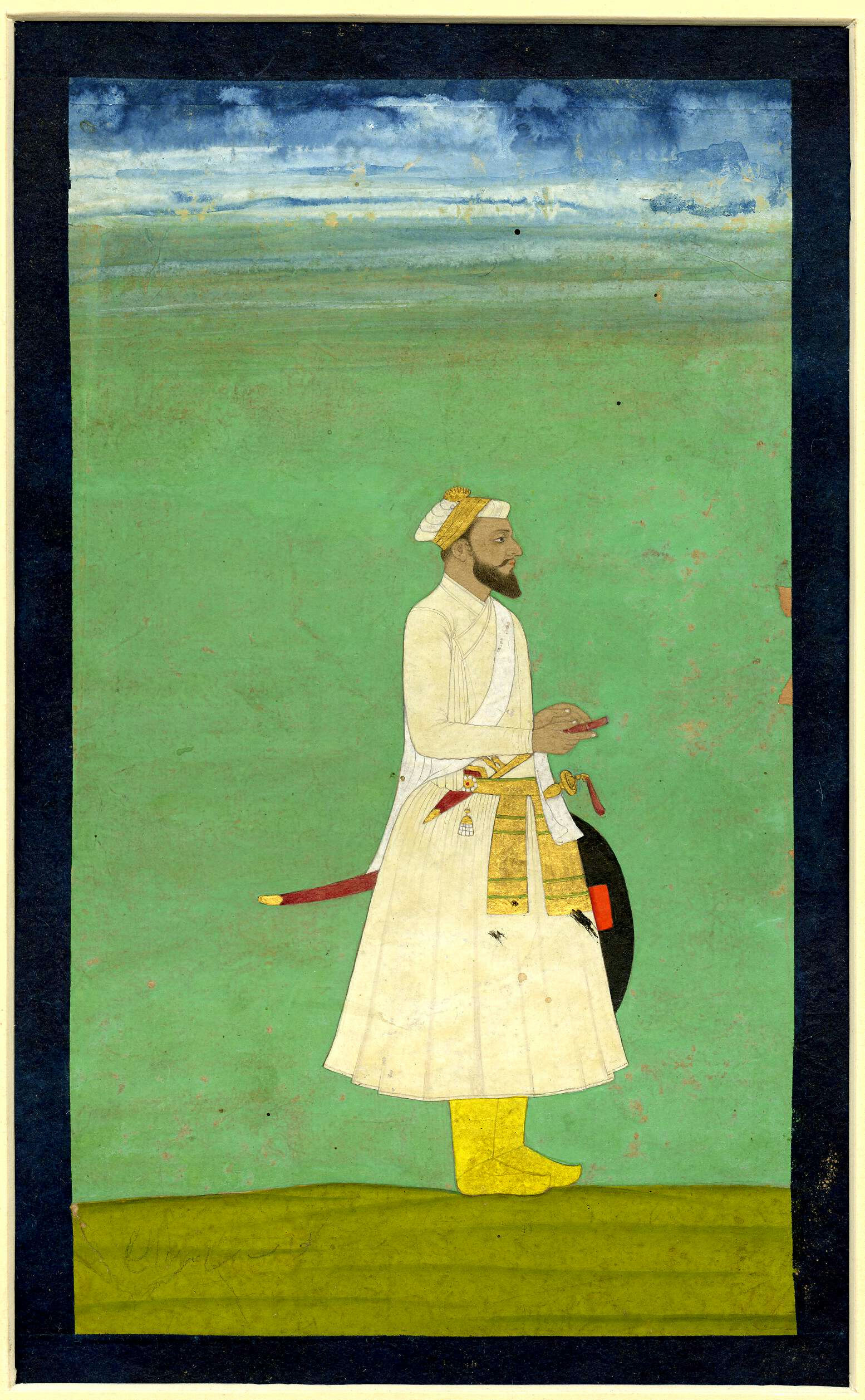
シャーイスタ・ハーン

シャーイスタ・ハーン（Shaista Khan, 生年不詳 - 1694年）は、北インド、ムガル帝国のデカン総督及びベンガル太守。第5代皇帝シャー・ジャハーンの妃ムムターズ・マハルの兄弟、第6代皇帝アウラングゼーブの叔父にあたる。

## 生涯

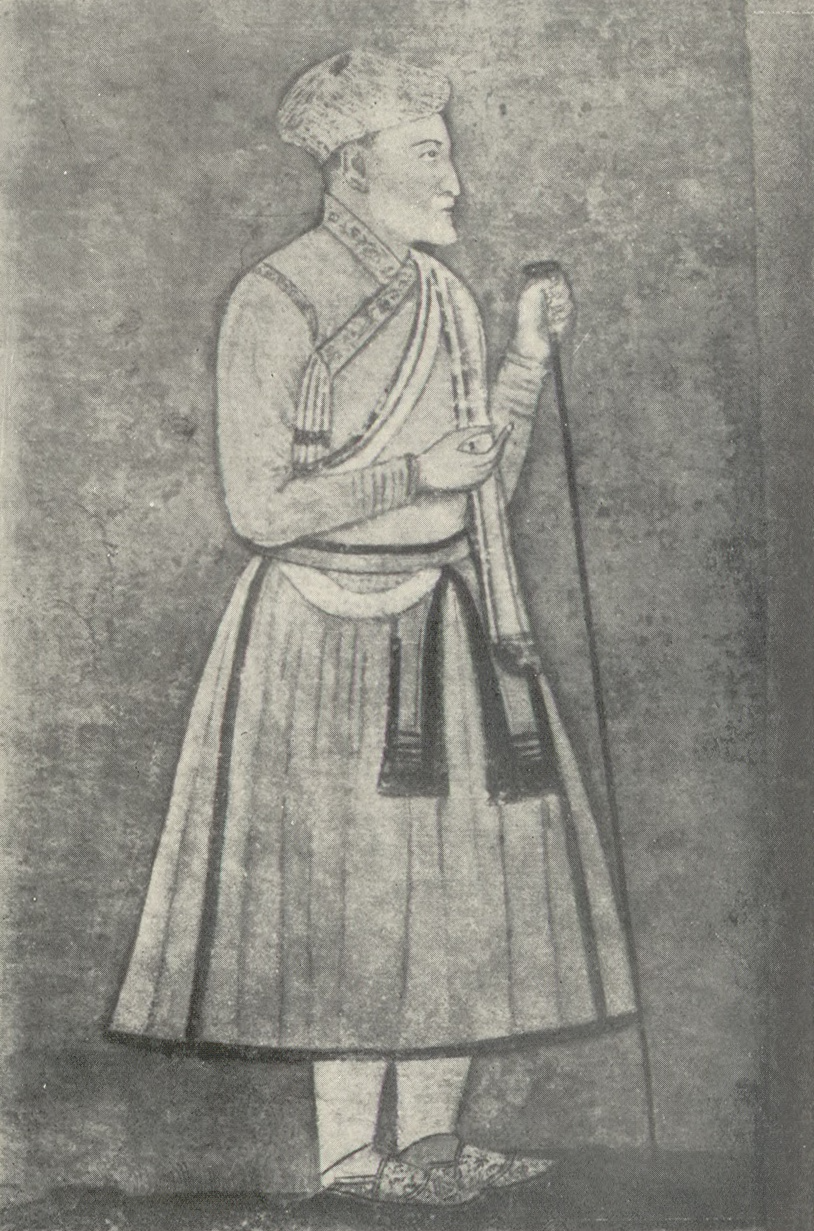
晩年のシャーイスタ・ハーン

生年不明ながら、ムガル帝国の貴族アーサフ・ハーンの息子として生まれた。姉妹にはムムターズ・マハルがいる。
1660年、シャーイスタ・ハーンは皇帝アウラングゼーブによりデカン総督に任命され、アウランガーバードに到着したのち、マラーターの討伐にあたった。
1663年、シャーイスタ・ハーンはプネー、バーラーマティー、チャーカンなどのマラーターの拠点を占拠した。だが、4月5日、シャーイスタ・ハーンはシヴァージーにプネーの軍営を襲撃され、この戦いで指を切られた。その際、彼の息子が殺害された。
同年、ベンガル太守ミール・ジュムラーが死亡し、ベンガルが混乱したため、1664年からシャーイスタ・ハーンが後任の太守として赴任した。以後、1688年までその地位にあった。
1666年、シャーイスタ・ハーンはアラカン王国からチッタゴンを奪還した。その後、チッタゴンはアウラングゼーブの命により、イスラマーバードと改められた。また、離反していたクーチ・ビハールに対しても攻撃を行い、支配下に置いた。
1673年、シャーイスタ・ハーンはフランス人にフーグリー川岸に居留地を建設することを許した。これがシャンデルナゴルの建設に繋がった。
1688年、シャーイスタ・ハーンはベンガル太守を退任後、ダッカを離れ、帝都デリーで暮らした。